# Wyzwolenie (film)
Wyzwolenie (ros. Освобождение, Oswobożdienije) – radziecko-enerdowsko-polski film wojenny z 1969 roku w reżyserii Jurija Ozierowa i Juliusa Kuna. 
Film kręcony w Warszawie (Plac Zamkowy, Służewiec), w Wilczym Szańcu, w Rzymie, Berlinie, Moskwie, na Krymie (Pałac w Liwadii), w okolicach Perejasławia na Ukrainie oraz na Litwie (okolice Podbrodzia).
Powstał w latach 1967–1971, składa się z pięciu części (w tym jedna w dwóch odcinkach).
W Polsce, dwie pierwsze części tej epopei miały 1,097 mln widzów, III część – 392 tys., IV i V – 246 tys. Film był dwukrotnie pokazywany w TVP w latach 80.
- część 1 – Ognisty łuk
- część 2 – Przełom
- część 3 – Kierunek głównego uderzenia
- część 4 – Bitwa o Berlin
- część 5 – Ostatni szturm

## O filmie
Tematem filmu są walki toczone na froncie wschodnim II wojny światowej pomiędzy wojskami Wehrmachtu a Armią Czerwoną. Duża liczba statystów i czołgów pozwoliła na efektowne i realistyczne ukazanie największych kampanii frontu wschodniego od bitwy na łuku kurskim do zdobycia Berlina. Wojna jest ukazana zarówno z perspektywy zwykłych żołnierzy, jak i najwyższych dowódców obu walczących stron. Film zawiera propagandę, niedokładności oraz świadome kłamstwa i przemilczenia.

## Obsada
- Fritz Diez – Adolf Hitler
- Łarysa Golubkina – Zoja
- Hannjo Hasse – Günther von Kluge
- Hans-Hatrmut Krüger – Hans Krebs
- Jurij Nazarow
- Siergiej Nikonienko – Saszka
- Michaił Nożkin
- Florin Piersic – Otto Skorzenny
- Władimir Samojłow – Gromow
- Wsiewołod Sanajew – Łukin
- Wasilij Szukszyn – marszałek Iwan Koniew
- Michaił Uljanow – marszałek Gieorgij Żukow
- Angelika Waller – Eva Braun
- Władimir Zamanski

## Obsada polska
- Barbara Brylska – Helena
- Jan Englert – Janek Wolny – czołgista
- Wieńczysław Gliński – „Kowal”
- Stanisław Jaśkiewicz – prezydent USA F.D.Roosevelt
- Cezary Julski – żołnierz niemiecki
- Henryk Łapiński – żołnierz
- Ignacy Machowski – „Stary”
- Stanisław Mikulski
- Władimir Nosik
- Maciej Nowakowski – Aleksander Zawadzki
- Daniel Olbrychski – Henryk Dombrowski – porucznik
- Franciszek Pieczka – sierżant Pełka
- Marian Proszyk – adiutant, oficer Wehrmachtu
- Tadeusz Schmidt – gen. Zygmunt Berling

## Aktorzy na planie filmowym w Wilczym Szańcu (Wolfschanze) 1968

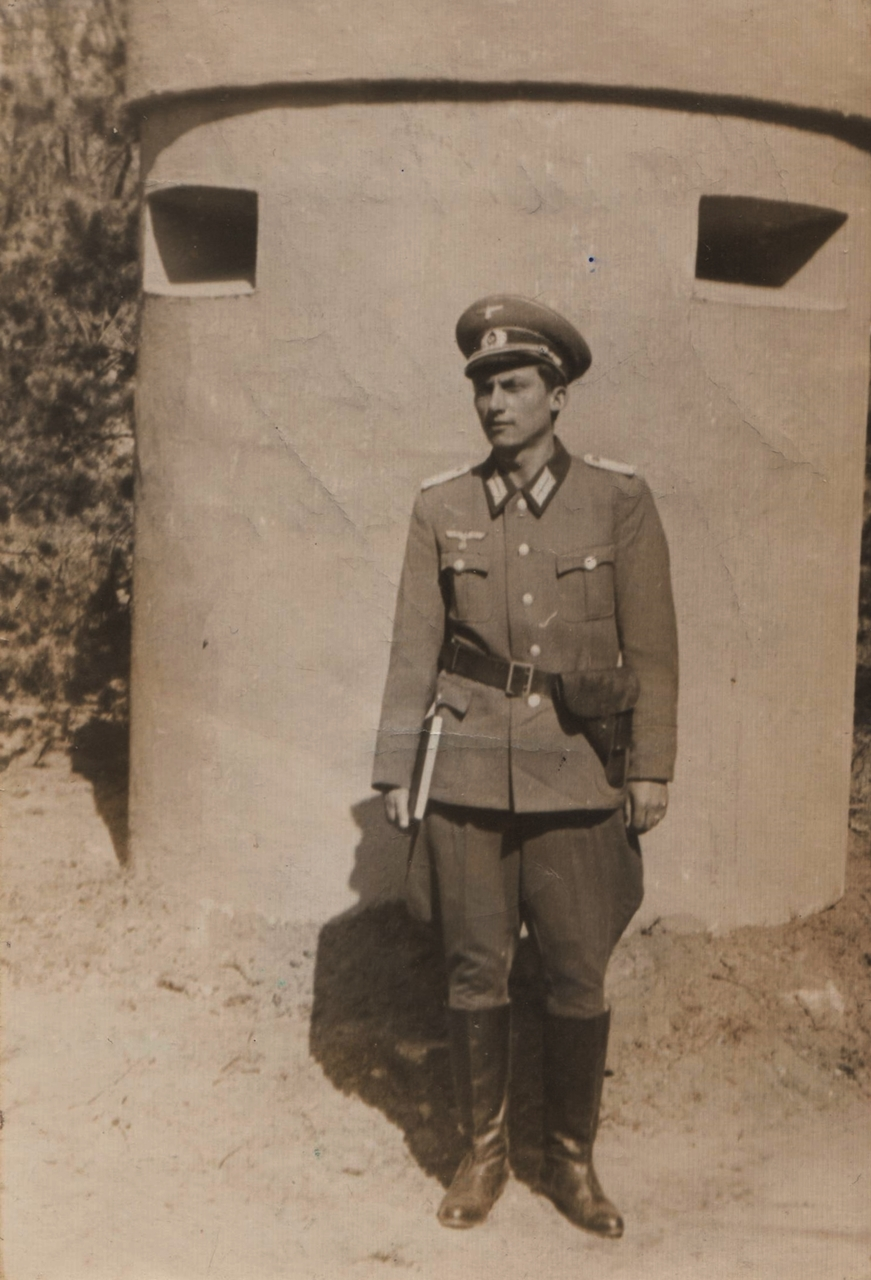
Marian Proszyk w roli oficera Wehrmachtu przed wartownią, która była drewnianą makietą pokrytą cementem.
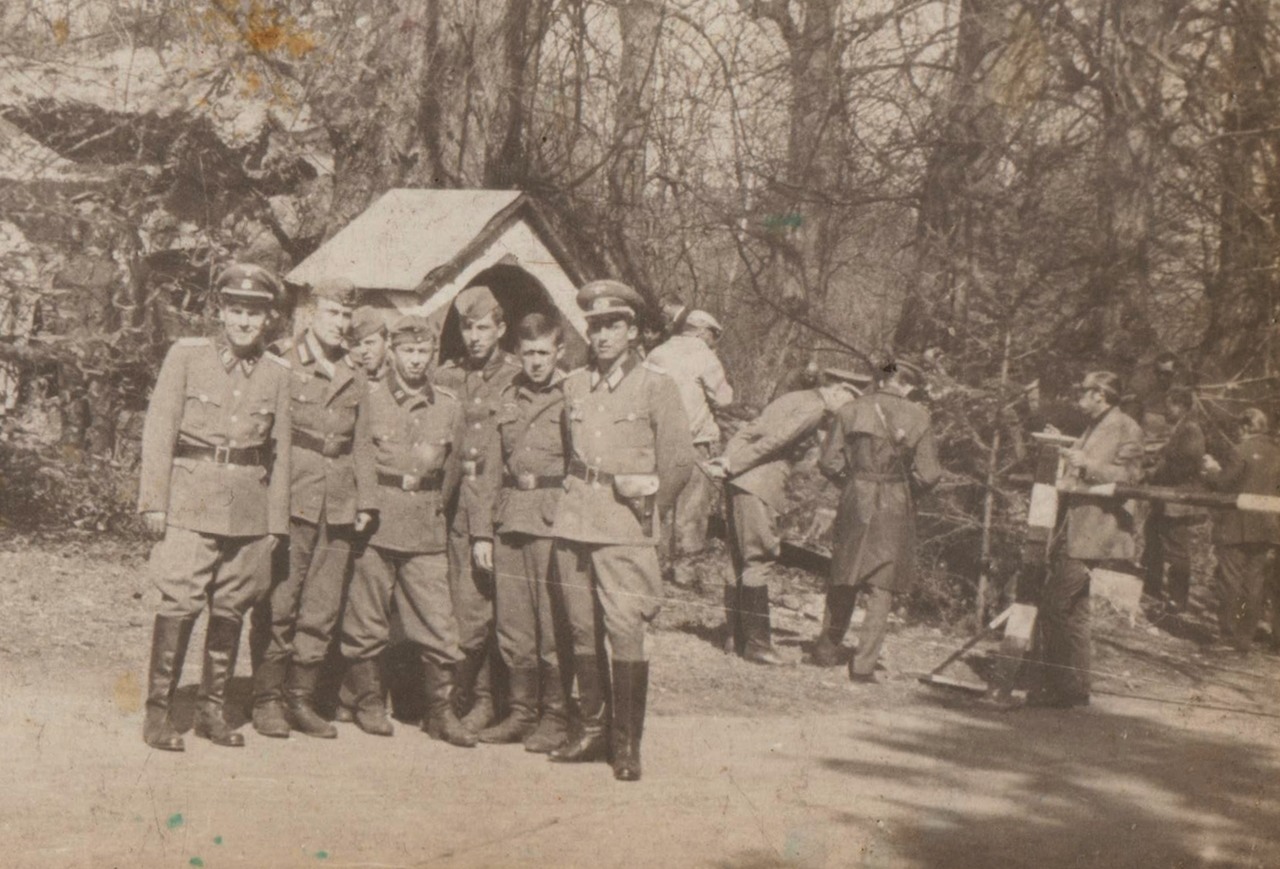
Aktorzy na planie filmowym w Wilczym Szańcu (Wolfschanze)
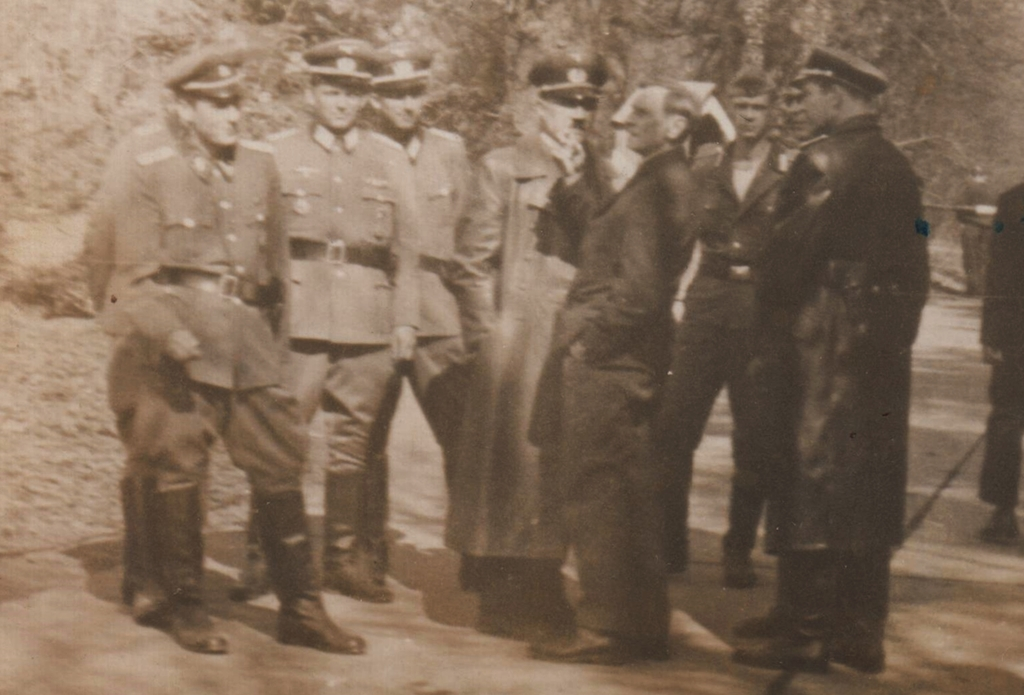
Asystent reżysera (z ręką w kieszeni) rozmawia z aktorem Fritzem Diezem(inne języki) (rola Adolfa Hitlera), obok Fritza Dieza stoi Marian Proszyk (adiutant, oficer Wehrmachtu)
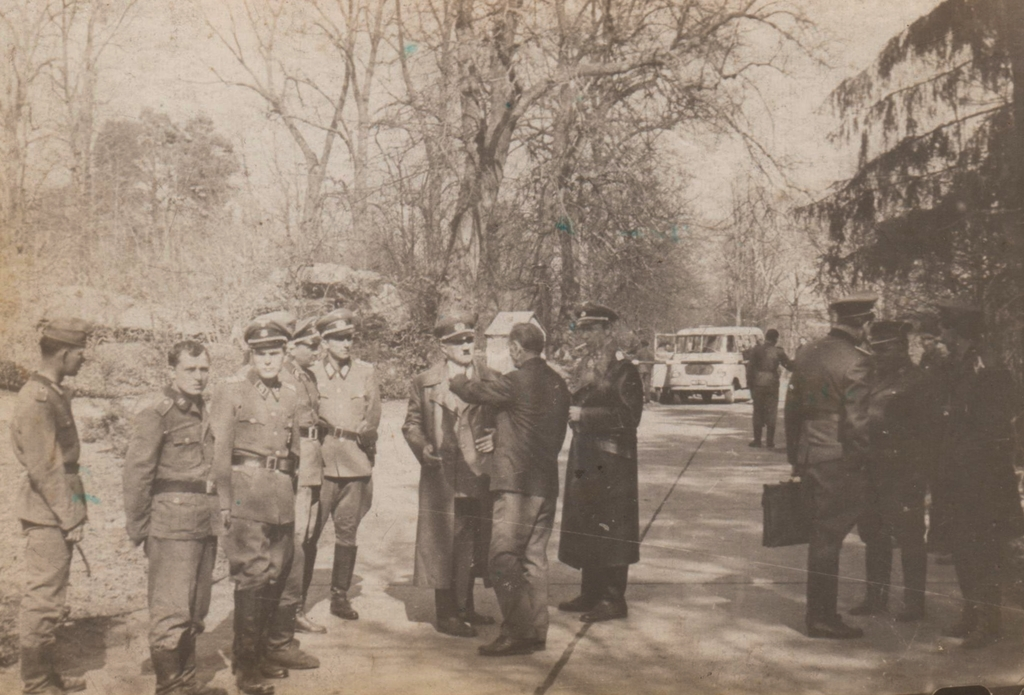
Asystent reżysera rozmawia z aktorem Fritzem Diezem(inne języki) (rola Adolfa Hitlera), obok Fritza Dieza stoi Marian Proszyk (adiutant, oficer Wehrmachtu)

## Nagrody
- 1972: Nagroda Leninowska za dwie ostatnie części: Bitwa o Berlin i Ostatni szturm dla reżysera, scenarzystów, operatora i scenografa
- 1972: Nagroda Główna na Wszechzwiązkowym Festiwalu Filmowym w Tbilisi

Źródło: